# Suzanne Caubet
Suzanne Caubet (27 de setembro de 1898 – junho de 1980), também conhecida como Suzanne Caubaye, foi uma atriz, cantora e escritora francesa.

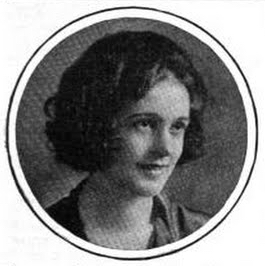
Suzanne Caubet, de uma publicação de 1920.

## Início da vida
Suzanne Caubet nasceu em Lévignac, filha de pais franceses. Ela foi criada em Paris, e conheceu sua madrinha Sarah Bernhardt através de seu pai, Prospere Caubet e tio, Georges Deneubourg, ambos atores. Ela era uma atriz criança e viajou com a companhia de Bernhardt para os Estados Unidos, onde Caubet ficou depois de 1919.

## Carreira
Caubet morou em Nova York como atriz. "A senhorita Caudet tem a nítida vantagem de ser uma morena impressionante", observou o New York Times sobre sua aparição em 1919. Ela apareceu na Broadway em Du Theatre au Champ D'Honneur (1917), Easy Terms (1925), The Squall (1926-1927), Ringside (1928), Seven (1929-1930), The Plutocrat (1930), Dancing Partner (1930), The Great Barrington (1931), Angeline Moves In (1932), Singapura (1932), The Monster (1933), Another Love (1934), Broadway Interlude (1934), Symphony (1935), American Holiday (1936), Claudia (1942), It's a Gift (1945) e Mid-Summer (1953).

## Escrevendo
Caubet escreveu uma peça com Anne Partridge, Our Sarah (1945), sobre Sarah Bernhardt, e as comédias Riri (1929, com Daniel Auschitzky), e Just You, Madame (1932). Ela também adaptou Hide and Seek de Daniel Auschitzky (1929). Sob o pseudônimo de "Jeanne Caubannes", ela escreveu Ranah (1928) com Wood Soanes.

## Outras atividades
Em 1938, Caubet lecionava no departamento de teatro do Marymount College e dirigia um concurso de Natal na escola. Em 1942, ela atuou como especialista em língua francesa para o Escritório de Censura Postal durante a guerra, ao mesmo tempo que apareceu em um show da Broadway.

## Vida pessoal
Suzanne Caubet casou-se com o ator e dramaturgo Crane Wilbur em 1922. Eles se divorciaram em 1928. Ela morreu em 1980, aos 81 anos, no Actors 'Fund Home em Englewood, New Jersey. Seus papéis estão arquivados na Divisão de Teatro Billy Rose da Biblioteca Pública de Nova York.